# Masacre de la Escuela Primaria de Sandy Hook
La masacre de la Escuela Primaria de Sandy Hook fue un tiroteo escolar que ocurrió el viernes 14 de diciembre de 2012, en la escuela primaria local Sandy Hook (Sandy Hook Elementary School) de Newtown, Connecticut, Estados Unidos. 
Según los informes oficiales, fallecieron 28 personas en total (incluyendo a Adam Lanza, el perpetrador y su madre, Nancy Lanza). y otras dos personas fueron heridas. 20 niños y 8 adultos fallecieron. 
Dieciocho niños murieron en el centro escolar, y los dos niños restantes fallecieron hospitalizados. En cuanto a los adultos, todos murieron en el centro. Adam Lanza, el pistolero, falleció en la escuela a causa de un disparo autoinfligido en el área occipital de su cabeza. 
Este incidente es el tiroteo en una escuela primaria más mortífero en la historia de Estados Unidos, el segundo tiroteo escolar más mortífero en la historia de Estados Unidos, después de la masacre de Virginia Tech y el cuarto tiroteo más mortífero hecho por una sola persona en la historia del mismo, después de la masacre de Virginia Tech en 2007, la masacre del club Pulse de Orlando en 2016 y el tiroteo de Las Vegas de 2017.
Un informe de noviembre de 2013 emitido por la oficina del fiscal del estado de Connecticut llegó a la conclusión de que Lanza actuó solo y planeó sus acciones, pero no hay evidencia recopilada que proporcione algún indicio acerca de su motivación, o por qué usó la escuela como blanco del ataque.

## Trasfondo
Hasta el 30 de noviembre de 2012, 456 niños estaban matriculados en la escuela primaria de Sandy Hook. Los protocolos de seguridad de la escuela habían sido modernizados, obligando a los visitantes a ser admitidos individualmente después de identificación visual por un monitor de vídeo. Las puertas se cerraban a las 9:30 a. m. cada día.
Newtown está localizado en el Condado de Fairfield, Connecticut, a unos cien kilómetros de Nueva York. La criminalidad violenta había sido mínima en el pueblo de veintiocho mil residentes: sólo se había registrado un homicidio en los diez años previos al tiroteo.

## Eventos

### Asesinato de Nancy Lanza
Antes de las 9:30 a. m. EST del viernes 14 de diciembre de 2012, Lanza disparó y mató a su madre Nancy Lanza, de 52 años, en su casa de Newtown. Los investigadores hallaron luego su cadáver en pijama, recostado en su cama, con cuatro heridas de bala en la cabeza. Lanza a continuación condujo hasta la Escuela Primaria de Sandy Hook en el coche de su madre.

### Comienza el tiroteo
Poco después de las 9:35 a. m., usando el rifle de su madre (Bushmaster XM-15 E2S), Lanza le disparó a un panel de vidrio que estaba junto a las puertas principales de la escuela. Iba vestido de negro, llevaba tapones para los oídos de color amarillo, un chaleco utilitario verde (que algunos informarían incorrectamente como uno antibalas), y municiones para el rifle. Algunos de los presentes en el colegio escucharon los disparos por los altavoces del colegio, los cuales estaban siendo usados para anuncios mañaneros.
La directora Dawn Hochsprung y la psicóloga escolar Mary Sherlach estaban en una reunión cuando escucharon los disparos. Hochsprung, Sherlach y la profesora Natalie Hammond salieron hacia el vestíbulo para determinar la fuente de los sonidos y se encontraron con Lanza. Un miembro facultativo que estaba en la reunión dijo que las tres mujeres gritaron «Shooter! Stay put!» («¡Tirador! ¡Tengan cuidado!») lo cual alertó a sus compañeros y potencialmente les salvó la vida. Lanza inmediatamente mató a Hochsprung y Sherlach. Hammond recibió dos disparos (uno en la pierna y otro en un lugar no determinado). Se recostó en el vestíbulo y, luego de no oír más ruido, gateó hacia la sala de conferencias y presionó su cuerpo contra la puerta para mantenerla cerrada. Recibió tratamiento médico en el Danbury Hospital.
Un niño de nueve años declaró que escuchó al tirador decir «¡Pongan las manos arriba!» y a alguien más decir «¡No dispares!». También escuchó más disparos y a muchas personas gritando mientras que él, sus compañeros, y su profesora se refugiaron en un armario del gimnasio. Una profesora sustituta de guardería resultó herida en el pie por una bala perdida. Lanza no entró a su sala.
Después de matar a Hochsprung y a Sherlach, Lanza entró a la oficina principal pero aparentemente no vio a las personas escondidas allí, y volvió al vestíbulo. La enfermera Sarah Cox y la secretaria Barbara Halstead llamaron al 911 y se escondieron en un armario de primeros auxilios por alrededor de cuatro horas. El conserje Rick Thorne corrió a través del vestíbulo, alertando a las aulas de clase.

### Tiroteos en las aulas
Lanza luego entró a un aula de primer grado donde Lauren Rousseau, una profesora sustituta, llevó a sus alumnos al final de la sala, y estaba tratando de esconderlos en un baño cuando Lanza entró. Lanza procedió a matar a Rousseau, Rachel D'Avino (una terapeuta), y dieciséis estudiantes. Catorce de los niños murieron en la escena; un niño herido fue llevado al hospital, pero luego fue declarado muerto. La mayoría de los profesores y estudiantes fueron encontrados amontonados en el baño. Una niña de seis años, la única superviviente, se escondió en una esquina del baño durante el tiroteo. El pastor de la familia de la niña dijo que ella sobrevivió quedándose quieta para fingir estar muerta. Cuando alcanzó a su madre, le dijo: «Mami, estoy bien, pero todos mis amigos están muertos». La niña describió al atacante como «un hombre muy enojado». Otra niña escondida en un baño con dos profesores dijo a la policía que escuchó a un niño gritando: «¡Ayúdenme! No quiero estar aquí», a lo cual Lanza respondió: «Bueno, estás aquí».
Lanza procedió a entrar a otra aula de clases. Hay algunas incongruencias sobre el orden de los eventos. Según algunas fuentes, la profesora Victoria Leigh Soto había escondido a algunos de sus estudiantes en un armario o un baño, mientras otros estudiantes se escondieron bajo los pupitres. Lanza caminó hacia el final de la sala, vio a los niños, y les disparó. Otros reportes, dados por el padre de un superviviente, indicaron que Soto había mandado a los niños al final de la sala y que estaban sentados en el piso cuando Lanza entró. Según esta versión, Lanza miró a los ocupantes de la sala, apuntó a un niño, pero no le disparó.
Según el reporte de Hartford Courant, seis de los niños que escaparon lo hicieron cuando Lanza dejó de disparar, ya sea porque su rifle se atascó o porque estaba recargando. Otros reportes anteriores indicaron que mientras Lanza entró a la sala de Soto, ella le dijo que los niños estaban en el auditorio. Cuando muchos de los niños salieron de sus escondites, Lanza les disparó y mató. Soto se puso en frente de sus estudiantes para protegerlos; Lanza la mató. Anna Marie Murphy, la ayudante de clases que trabajaba con estudiantes discapacitados, fue encontrada tapando el cuerpo de Dylan Hockley, un niño de seis años, el cual también falleció.
Soto y cuatro niños fueron encontrados muertos en la sala. Un niño fue llevado al hospital, pero fue declarado muerto. Seis supervivientes del aula y un conductor de autobús escolar se refugiaron en una casa en las cercanías. Según el reporte oficial del abogado del estado, nueve niños escaparon de la sala de Soto y sobrevivieron, mientras que dos niños fueron encontrados escondidos en un baño. En total, once niños de la sala de Soto sobrevivieron y cinco de sus estudiantes fallecieron.

### Sobrevivientes
La profesora de primer grado Kailtlin Roig escondió a catorce estudiantes en un baño y obstruyó la puerta, manteniendo a los niños en silencio. Se dice que Lanza pasó por la puerta de la sala de Roig, pero no entró al ver un pedazo de papel negro tapando el vidrio de la puerta. Lanza podría haber pensado que la sala estaba vacía.
Yvonne Cech y Maryann Jacob, trabajadoras de la biblioteca, escondieron a dieciocho niños en un lugar usado para alertas de simulación. Ya que una puerta de la biblioteca no se podía cerrar, hicieron que los niños gatearan hacia un sótano, donde Cech obstruyó la puerta.
La profesora de música Maryrose Kristopik metió a sus estudiantes de cuarto grado en un pequeño armario. Lanza llegó a su aula poco después, golpeando la puerta y gritando «¡Déjenme entrar!».
Dos estudiantes de tercer grado, elegidos como ayudantes de las salas de clase, estaban caminando por el vestíbulo hacia la oficina para entregar el cuadrante de asistencia esa mañana cuando comenzó el tiroteo. La profesora Abbey Clements agarró a ambos niños y los metió a su sala de clases, donde se escondieron.
Laura Feinstein, una especialista de lectura en el colegio, juntó a dos estudiantes desde fuera de su sala y los escondió bajo pupitres después de escuchar disparos. Feinstein llamó a la oficina del colegio e intentó llamar al 911, pero no lo logró debido a la baja señal de su teléfono móvil. Se escondió con los niños por alrededor de cuarenta minutos, momento en el cual la policía los sacó de la sala.

### Suicidio del atacante
La policía escuchó el último disparo a las 9:40 a. m.; se cree que fue el disparo que Lanza se dio en la parte anterior de la cabeza con una Glock 20SF en la sala de clases número 10. Su cuerpo fue encontrado vestido con una camisa negra, sobre una camiseta negra, zapatos negros, guantes negros, calcetines negros, y un cinturón negro. Otros objetos encontrados junto a Lanza incluyen un sombrero negro. La Glock fue encontrada aparentemente atascada y el rifle fue encontrado a unos cuantos metros de Lanza. Una SIG Sauer P226 de 9 mm, la cual no fue usada en el tiroteo, fue encontrada sobre la persona de Lanza. En el coche que uso Adam Lanza se encontró una escopeta Izhmash Saiga-12 que tampoco fue utilizada en el tiroteo.

### El después
Las autoridades determinaron que Lanza recargó su rifle frecuentemente durante el tiroteo. Le disparó varias veces a casi todas sus víctimas. La mayoría del tiroteo ocurrió en dos salas de clase cercanas a la entrada de la escuela. Las víctimas entre los estudiantes fueron ocho niños y doce niñas, mientras que todas las víctimas adultas fueron mujeres. También se encontraron balas cerca de tres autos estacionados fuera de la escuela, llevando a los investigadores a creer que Lanza le disparó a un profesor que estaba parado cerca de una ventana. Cuando la policía entrevistó a los supervivientes, un profesor dijo escuchar a Lanza gritando obscenidades, además de cosas como «¡Mírenme!», «¡Vengan aquí!» y «¡Míralos!».

### Respuestas policiales
La primera llamada al 911 ocurrió a las 9:35:39 a. m. La policía primero trasmitió que había un tiroteo en la escuela primaria de Sandy Hook a las 9:36:06 a. m. La policía del estado de Connecticut fue despachada a las 9:37:38 a. m. La policía de Newtown llegó a la calle de la escuela a las 9:39:00 a. m., mientras que la policía del estado de Connecticut llegó a las 9:46:23 a. m. La policía no descargó ningún disparo.
La policía de Newtown y la policía del estado de Connecticut movilizaron unidades de policía táctica y perros policía, una unidad de artificieros, y un helicóptero. La policía evacuó la escuela sala por sala, sacando a grupos de estudiantes y adultos al exterior. Registraron la escuela entera por lo menos cuatro veces en busca de un segundo tirador.
Alrededor de las 10:00 a. m., el hospital de Danbury envió personal médico esperando tener que tratar numerosas víctimas. Tres heridos fueron evacuados hacia el hospital, donde dos de ellos (niños) fueron declarados muertos. La otra víctima fue un adulto no identificado.
Los examinadores médicos de Nueva York despacharon una morgue móvil para asistir a las autoridades. Los cuerpos fueron retirados e identificados formalmente durante la noche luego del tiroteo. Un policía estatal fue asignado a cada familia de las víctimas para proteger su privacidad e informarlos.
El 4 de diciembre de 2012, siete llamadas al 911 relacionadas con el tiroteo fueron hechas públicas.

## Investigación

### En el sitio
Los investigadores no encontraron una nota de suicidio ni ningún mensaje referido a la planificación del ataque. Janet Robinson, superintendente de las escuelas de Newtown, dijo que no había encontrado una conexión entre la madre de Lanza y la escuela, contrastando con los primeros informes de los medios, los cuales indicaban que la madre de Lanza había trabajado en la escuela. La policía también investigó si Lanza fue quien estuvo en un altercado con cuatro trabajadores de la escuela el día anterior al tiroteo. Se presume que Lanza mató a dos de los cuatro trabajadores que estaban en el altercado (la directora y la psicóloga) e hirió a una tercera persona (la profesora principal); el cuarto trabajador no estaba en la escuela ese día. La policía estatal indicó que no había reportes de algún altercado en la escuela.
La policía inicialmente identificó al hermano mayor de Lanza, Ryan Lanza, como el atacante. Esto probablemente ocurrió porque Adam Lanza llevaba la identificación de su hermano. Ryan Lanza se sometió voluntariamente a un interrogatorio de la policía estatal de Nueva Jersey, la policía estatal de Connecticut, y el FBI. La policía indicó que no fue considerado sospechoso, y no fue detenido. Ryan Lanza dijo que no había estado en contacto con su hermano desde 2010. La policía estatal de Connecticut indicó su preocupación por la falsa información publicada en Internet y amenazó con perseguir a aquellos envueltos en esas actividades.
Una gran cantidad de munición sin usar fue recuperada de la escuela junto a tres armas semiautomáticas que portaba Lanza: un rifle Bushmaster XM15-E2S, una pistola Glock 20SF 10mm, y una pistola SIG Sauer P226 9mm. Una escopeta Izhmash Saiga-12 fue encontrada en el auto que Lanza utilizó.
En una conferencia el día después de la masacre, el doctor H. Wayne Carver II, examinador médico de Connecticut, anunció que todas las víctimas habían recibido disparos de rifle. Cuando le preguntaron si los niños sufrieron antes de morir, él respondió «Si fue así, no por mucho tiempo».
El 28 de marzo de 2013, documentos de la corte demostraron que el tiroteo había durado menos de cinco minutos y que Lanza había efectuado 156 disparos. Esto abarca 154 disparos del rifle y dos disparos de la pistola 10mm. Lanza disparó un tiro de la pistola en el vestíbulo y luego se suicidó con otro disparo de la misma arma.

### Fuera del sitio
Los investigadores evaluaron el cuerpo de Lanza, buscando drogas o medicamentos a través de pruebas toxicológicas. Se sometió a pruebas de ADN al cadáver de Lanza. Los resultados del informe fueron publicados en octubre de 2013; éstos demostraron que no se encontró alcohol ni drogas en su cuerpo. Su autopsia no mostró tumores o deformaciones cerebrales.
Lanza sacó el disco duro de su ordenador personal y lo dañó antes de la masacre, obstaculizando a los investigadores a la hora de recuperar datos. La policía cree que Lanza investigó extensamente tiroteos anteriores, incluyendo los ataques de Noruega y el tiroteo de la escuela de West Nickel Mines. La policía descubrió que Lanza había descargado vídeos sobre la masacre de Columbine, otros tiroteos, y dos vídeos de suicidios por arma de fuego.
Hubo una reunión de oficiales durante la semana del 11 de marzo de 2013. Un artículo publicado el 17 de marzo de 2013 en el New York Daily News entregó mayor información sobre esta reunión. Este artículo, el cual contenía detalles entregados por un veterano cumplidor de la ley anónimo, reveló que Lanza había creado una lista de alrededor de quinientos asesinos en masa y las armas que estos utilizaron, la cual le pudo haber tomado años completar.
Otros documentos ofrecieron detalles sobre objetos encontrados en la casa de Lanza, incluyendo tres espadas samurái, un artículo de periódico recortado acerca del tiroteo en la universidad de Northern Illinois, un libro sobre el tiroteo en la escuela Amish, un recorte de periódico sobre James Foster un hombre que hirió a 5 niños con una escopeta en una escuela primaria en 1891, y un certificado de la NRA (National Rifle Association). La NRA negó que Adam Lanza o Nancy Lanza fueran miembros de la asociación. Se encontró una caja para pistolas y más de  mil cuatrocientas rondas de munición, junto con tres armas más; en casa, Lanza tenía acceso a otras tres armas de fuego: un rifle Henry .45, un rifle Enfield .30, y un rifle Marlin .22. Nancy Lanza, descrita como una «entusiasta de las armas», era la dueña de estos rifles. De acuerdo a The Time, las autoridades también encontraron una foto de Lanza sosteniendo una pistola contra su cabeza.
Según el New York Times, unos oficiales comentaron que Lanza pasaba la mayor parte de su tiempo en el sótano haciendo actividades solitarias. Según los mismos oficiales, Lanza «podría haber hecho prácticas de tiro en el sótano».

### Reportes finales
El informe final del abogado del Estado, el cual resume la investigación, fue publicado el 25 de noviembre de 2013. Concluyó que Lanza había actuado solo y que el caso estaba cerrado. El informe observó que «Lanza tenía familiaridad con las armas y una obsesión con los asesinatos en masa, en especial con la masacre de Columbine». El informe no identificó un motivo específico para el tiroteo, indicando que «la evidencia claramente muestra que el tirador planeó sus acciones, incluyendo su suicidio, pero no hay una indicación clara de por qué lo hizo, o por qué eligió a la escuela primaria de Sandy Hook».
Sobre el estado mental de Lanza, el informe observó «problemas mentales que afectaron su habilidad para vivir una vida normal e interactuar con otros, incluso aquellos con los que debería haber sido cercano... si esta situación hizo una contribución a sus actos, es desconocido, así como los profesionales que lo trataron no vieron nada que hubiese predicho sus actos en el futuro.» El informe no encontró evidencias de que Lanza hubiese tomado medicamentos o drogas que hubieran alterado su comportamiento, y observó: «¿Por qué el tirador mató a veintisiete personas, incluyendo a veinte niños? Desafortunadamente esa pregunta quizá nunca será respondida de manera concluyente, a pesar de la colección de información sobre el tirador a través de una multitud de entrevistas y otras fuentes.»
El 27 de diciembre de 2013, la policía reveló miles de páginas de documentos pertinentes a la investigación. Siguiendo la ley, los nombres de las víctimas y los testigos fueron censurados. El informe sumarial incluyó información sobre objetos encontrados en el ordenador de Lanza, incluyendo textos y material sobre otros tiroteos anteriores. Un exprofesor de Lanza notó que él exhibía un comportamiento antisocial, que raramente interactuaba con otros estudiantes, y estaba obsesionado con escribir «acerca de batallas, destrucción y guerra.»
El informe de la Office of the Child Advocate concluyó: «No hubo una sola cosa que hubiese colmado el vaso, que hubiese llevado a Lanza a cometer el tiroteo en Sandy Hook. Más bien hay una cascada de eventos: pérdida de la colegiatura; ausencia de trabajo; interrupción de la relación con su único amigo; interrupción del contacto con su familia; aislamiento total; miedo a perder su casa y miedo a un cambio en su relación con la señora Lanza, su única cuidadora; trastorno obsesivo-compulsivo; depresión y ansiedad; profunda y creciente anorexia; y una creciente obsesión con el asesinato en masa ocurriendo en la total ausencia de cualquier relación con el mundo exterior. Adam vivía en un universo alternativo en el cual los asesinatos en masa eran su principal preocupación.»
Los autores también observaron que a pesar de sus múltiples problemas mentales y de desarrollo, Lanza no había recibido tratamiento adecuado. Escribieron: «Es justo imaginar que si la enfermedad de Lanza hubiese sido tratada durante los últimos años de su vida, un factor predispuesto a la tragedia de Sandy Hook podría haber sido mitigado.»
El informe también discrepa de las conclusiones del abogado del Estado sobre las razones de Lanza al escoger Sandy Hook como lugar de ataque. Notaron que «según el FBI, los tiradores suelen elegir lugares o personas que son familiares para ellos... El colegio primario pudo haber sido elegido ya que él se podía sobreponer a los niños, una dinámica muy importante para los asesinos en masa ya que no quieren que sus planes sean frustrados.»

## Víctimas
El atentado perpetrado por Adam Lanza dejó un total de veintiocho víctimas:  veinte niños, seis adultos, Nancy Lanza (madre del perpetrador) y el mismo autor, al suicidarse después. 
Una de las víctimas fue identificada como Dawn Lafferty Hochsprung, la cual desempeñaba el cargo de directora del colegio. A Dawn Lafferty Hochsprung, de cuarenta y siete años de edad, la describieron como «una directora muy carismática», según las palabras de un funcionario. Una psicóloga y cuatro profesoras también resultaron abatidas, mientras que diecisiete niños de seis años de edad y otros tres de siete años murieron durante los hechos.
El teniente J. Paul Vance, portavoz de la Policía del Estado de Connecticut, dijo que todos los cuerpos de las víctimas fueron retirados y se identificaron durante la noche siguiente. En Puerto Rico, el nombre de la niña de seis años de edad, Ana Márquez -Greene fue informado como una de las víctimas por parte de su tío-abuelo, Jorge Márquez, alcalde de Maunabo, después que la familia fuese notificada por las autoridades. Un policía estatal fue asignado a cada una de las familias de las víctimas para la protección de su privacidad. 
El médico forense dijo que todas las víctimas murieron a consecuencia de múltiples heridas de bala.

### El asesino: Adam Lanza
Adam Peter Lanza (22 de abril de 1992 - 14 de diciembre de 2012) y su madre vivían en Sandy Hook, a ocho kilómetros de la escuela primaria. No tenía antecedentes criminales. Tenía acceso a las armas a través de su madre, Nancy Lanza, quien fue descrita como una «entusiasta de las armas, propietaria de al menos una docena de armas de fuego». Nancy llevaba frecuentemente a sus dos hijos al campo de tiro local, donde aprendieron a disparar. Sus progenitores estaban divorciados y el padre de Lanza ha dicho que no cree que Nancy hubiese temido a Adam. Nancy nunca confesó tener miedo a Adam a su hermana ni a su mejor amiga; Nancy dormía con la puerta de su habitación abierta y guardaba armas en la casa.
Lanza asistió a la escuela primaria de Sandy Hook por cuatro años y medio. Partió a la escuela de Newtown en 2004 pero según su madre, Adam estaba «atormentado por la ansiedad» debido a ello. Su madre le contó a sus amigas que su hijo se perturbaba ante los frecuentes cambios de salas de clase durante el día. El movimiento y el ruido eran demasiado estimulantes y lo ponían nervioso. Su ansiedad era tan intensa que una vez su madre lo llevó a la sala de emergencias del hospital de Danbury. En abril de 2005, lo ingresó en una nueva escuela, St. Rose of Lima, donde sólo duró ocho semanas.
A los catorce años, Adam empezó a asistir a la escuela secundaria de Newtown, donde fue puesto en la lista de honor en 2007. Estudiantes y profesores que lo conocían lo describieron como «inteligente, pero nervioso y azogado». Evitaba llamar la atención y se sentía incómodo al socializar. No se le conocían amigos en el instituto. Las tareas escolares frecuentemente disparaban sus sentimientos de desesperanza, y por el 2008, Adam asistía a la escuela ya sólo ocasionalmente. La intensa ansiedad que Lanza experimentaba en ese tiempo sugiere que su autismo fue exacerbado por los cambios hormonales de la adolescencia. Fue sacado de la escuela secundaria y educado en casa por su madre y su padre. Recibió un GED. En 2008 y 2009, también asistió a algunas clases en la universidad de Western Connecticut State.
Lanza presentó dificultades del desarrollo antes de los tres años. Estas incluían dificultades comunicativas y sensoriales, atrasos en la socialización, y comportamientos repetitivos. Fue visto por el programa de intervención «Birth to Three» de New Hampshire y fue referido a servicios de educación especial. Una vez en el colegio de primaria, fue diagnosticado con un desorden sensorial-integración, el cual es una de las características del autismo. Su ansiedad impactó su habilidad de asistir a la escuela y en el octavo grado fue puesto en estado «homebound», que en inglés se refiere a una persona que no puede salir de casa sin ayuda. Se reserva para niños que tienen demasiadas discapacidades, incluso con ayuda, para asistir a la escuela.
Cuando tenía trece años, Lanza fue diagnosticado con síndrome de Asperger por el psiquiatra Paul Fox. A los catorce años sus padres lo llevaron al Child Study Center de la universidad de Yale, donde fue diagnosticado con trastorno obsesivo-compulsivo. Se lavaba las manos frecuentemente y se cambiaba los calcetines hasta veinte veces al día. Tampoco soportaba tocar picaportes con la mano; utilizaba pañuelos para esto.
Lanza fue tratado por Robert King, el cual recomendó apoyo extenso y le recetó el antidepresivo Celexa. Lanza tomó el medicamento tres días. Nancy informó: «A la tercera mañana se sentía mareado. Por la tarde estaba desorientado, su habla estaba desorganizada, ni siquiera podía abrir una caja de cereales. Estaba sudando copiosamente... de hecho le corría por las manos. Decía que no podía pensar... prácticamente estaba en estado vegetal.» Nunca más tomó el medicamento.
En una entrevista de 2013, Peter Lanza dijo que sospechaba que su hijo también sufría de esquizofrenia no diagnosticada. Lanza dijo que otros miembros de la familia pueden haber obviado signos de los principios de la esquizofrenia y comportamiento psicótico durante su adolescencia porque atribuyeron su comportamiento y aislación al síndrome de Asperger. Por preocupaciones de que el autismo de Lanza pudiese provocar una reacción negativa hacia otras personas con la misma condición, partidarios del autismo clarificaron que el autismo es un desorden del desarrollo y no una enfermedad mental. La violencia demostrada por Lanza no es generalmente vista en gente con autismo y ninguno de los psiquiatras de Lanza vieron en él disposición a la violencia.
Lanza parece no haber tenido contacto con expertos en salud mental después del 2006. El reporte de la Office of the Child Advocate declaró: «en el transcurso de toda la vida de Lanza, se obtuvieron mínimas cantidades de tratamientos y evaluaciones mentales. Solo el Yale Child Study Center parecía haber apreciado la gravedad de su presentación, su necesidad de extenso tratamiento mental y educacional, y la necesidad urgente de medicación para eliminar sus síntomas obsesivos-compulsivos.»
Los investigadores descubrieron que Lanza tenía una fascinación con los tiroteos, especialmente con la masacre de Columbine y el tiroteo de la universidad de Northern Illinois. Entre los objetos encontrados en su cuarto, había un recorte sobre una noticia antigua del New York Times sobre un hombre que disparó a escolares en 1891. Esto sólo salió a la luz después de su muerte, ya que Lanza no permitía que nadie entrase a su cuarto, incluyendo su madre. Lanza también había tapado las ventanas con bolsas de basura negras para evitar la luz del sol. Había cortado la comunicación con su padre y su hermano en los dos años anteriores al tiroteo, y llegó al punto de solo comunicarse con su madre a través del correo electrónico, a pesar de vivir en la misma casa. Un documento llamado «Selfish» («Egoísta»), acerca del supuesto egoísmo intrínseco de las mujeres, fue encontrado en su ordenador.
Según un reporte hecho por la Office of the Child Advocate en Connecticut en noviembre de 2014, Lanza pudo haber sufrido de anorexia cuando era adolescente. Los autores escribieron que «la anorexia puede producir problemas cognitivos y es posible que la anorexia combinada con el autismo y el trastorno obsesivo-compulsivo hayan sido factores de riesgo para el suicidio de Lanza.» También observaron que al momento de su muerte, Lanza «era anoréxico (1,80 m y 51 kg), al punto de la desnutrición y daño cerebral.»
Durante sus últimos años estaba viviendo en aislamiento casi total en su habitación pasando la mayor parte del tiempo en Internet jugando al World of Warcraft y otros videojuegos. El reporte declaró que «descendió» a un mundo donde su única comunicación con el mundo exterior era con miembros de una comunidad cibernética, «una pequeña comunidad de individuos que compartían su oscuro y obsesivo interés en el asesinato en masa.»
En las semanas anteriores a la masacre, Nancy Lanza estaba considerando mudarse a otro pueblo. Planeaba comprar un nuevo vehículo para ir con Adam a pasear, para evitar que se perturbara cuando los posibles compradores entraran a ver la casa. El informe de la Child Advocate declaró que «después del plan de Nancy Lanza de mudarse de Sandy Hook en 2012, y quizás estimulado por el miedo a dejar su "zona de confort", Adam planeó y ejecutó la masacre en la escuela primaria de Sandy Hook. Sus severos y generalizados problemas mentales se combinaban con una preocupación atípica con la violencia. Junto con el acceso a armas letales, resultó una receta para el asesinato masivo.»
James Knoll, un psiquiatra forense fue consultado sobre lo que motivó a Lanza para matar. Knoll dice que el acto final de Lanza acarreaba un mensaje claro: «Tengo un dolor muy grande - me volveré loco y te lo transferiré. Eso es lo más cercano a un "motivo" que podríamos encontrar.»

### Armamento
Según los informes de las autoridades del estado de Connecticut, Adam Lanza ejecutó el atentado con tres armas: una pistola SIG Sauer de 9 mm, otra pistola Glock de 10 mm y un fusil Bushmaster XM-15 calibre 5,56 mm (.223). Además, el joven portaba un chaleco (posiblemente de pesca) beige y un uniforme militar (sin camuflaje) de color negro. Lanza también llevaba consigo múltiples cargadores con capacidad para treinta balas, según J. Paul Vance, un teniente de la policía. Vance expresó a los medios: «Lanza tenía múltiples cargadores de alta capacidad, de treinta balas cada uno, para el fusil semiautomático. El autor de la matanza también contaba con múltiples cargadores para las dos pistolas semiautomáticas que llevó a la escuela, aunque sólo empleó una de ellas para quitarse la vida». Asimismo, la policía encontró una escopeta Saiga-12 en el vehículo de Lanza, que probablemente también hubiera sido utilizada en los hechos. Justo dos días antes de que ocurrieran los asesinatos, el joven trató de comprar un fusil, pero le fue negada dicha solicitud.
La propietaria legal de las armas era la madre de Adam, Nancy Lanza, quien se dice que era una persona aficionada a las armas de fuego. Las autoridades encontraron en la escuela gran cantidad de munición sin usar. De acuerdo con el médico forense, todas las víctimas recibieron disparos con la misma «arma larga» y se vieron afectados varias veces; uno de los cuerpos tenía once heridas de bala.

## Reacciones

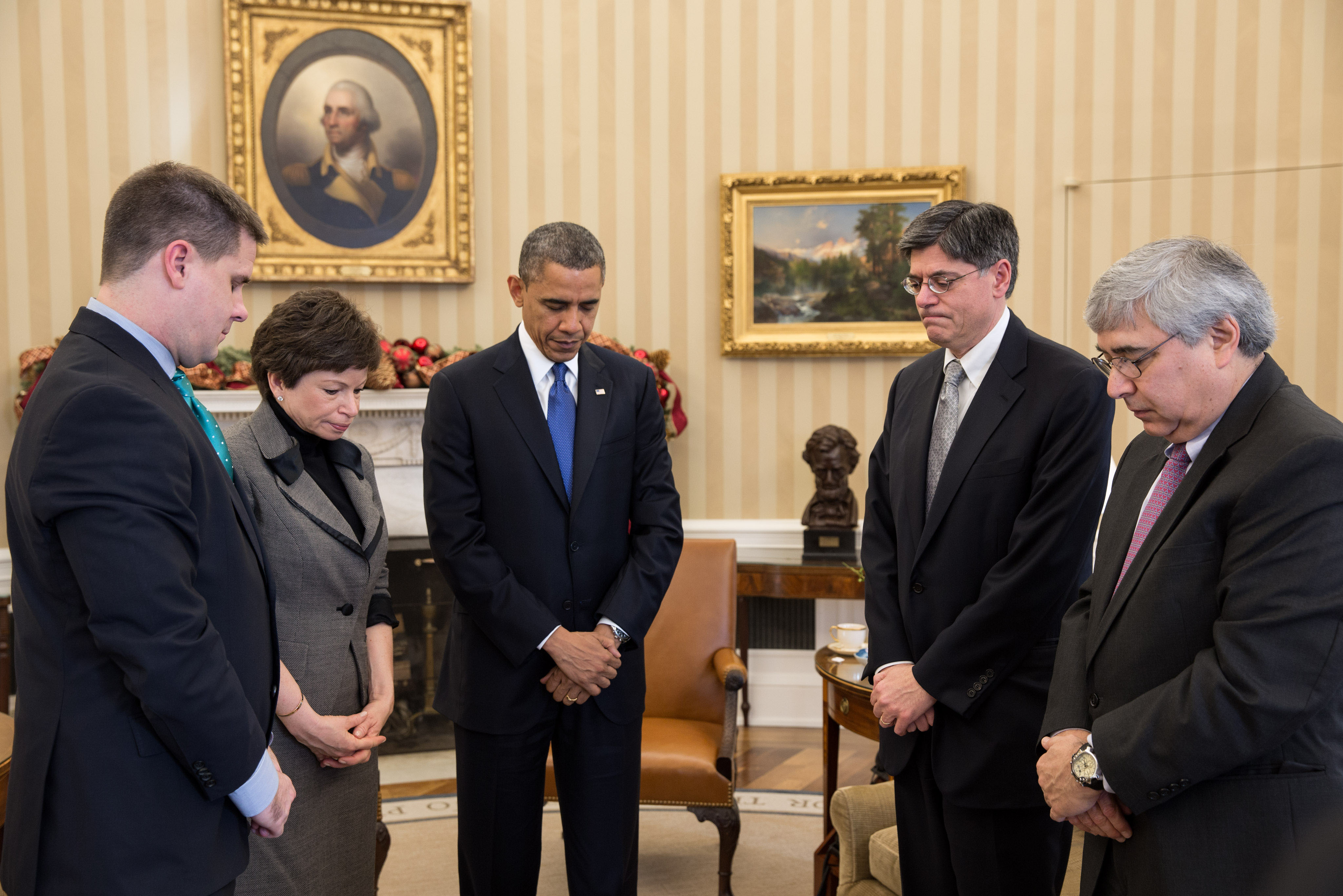
El presidente Obama junto a su gabinete, guardando un minuto de silencio por las víctimas.

### En Estados Unidos
El presidente de los Estados Unidos, Barack Obama, ofreció un discurso televisado a las 3:16 p. m., hora del este, en el día de los asesinatos, diciendo: «Vamos a tener que unirnos y tomar medidas significativas para evitar más tragedias como ésta, independientemente de la política». Obama se detuvo dos veces durante el discurso, con lágrimas en sus ojos, probablemente conmocionado y abatido por la noticia. También expresó su «enorme empatía por las familias que se ven afectadas». El mandatario también ordenó que las banderas ondearan a media asta en La Casa Blanca y otras instalaciones oficiales en los Estados Unidos, y en todo el mundo, como una muestra de respeto a las víctimas. Por lo menos, cien mil estadounidenses se inscribieron en We the People, un programa que busca la participación y el apoyo del pueblo. Obama asistió a una vigilia interreligiosa el domingo, 16 de diciembre en horas nocturnas.
El gobernador del estado de Connecticut, Dan Malloy, se dirigió a los medios de comunicación la noche del tiroteo cerca de una iglesia local, luego de celebrar una vigilia por las víctimas del atentado, instando a la población de Connecticut a reunirse y ayudarse mutuamente. Malloy dijo: «El Mal visitó esta comunidad hoy en el día, y es demasiado pronto para hablar de recuperación, pero cada padre, cada hermano, cada miembro de la familia tiene que entender que en Connecticut, todos estamos juntos en esto, vamos a hacer todo lo que podamos para superar este evento, vamos a salir adelante».
Cientos de dolientes, entre ellos, el gobernador Malloy, asistieron a vigilias en varias iglesias en Newtown. El secretario de Educación, Arne Duncan también manifestó: «(...) Vamos a hacer todo lo que esté a nuestro alcance para ayudar y apoyar a la curación y la recuperación de Newtown».
Otras reacciones fueron las siguientes:
- Arne Duncan, secretario de Educación de los Estados Unidos: «Vamos a hacer todo lo que esté a nuestro alcance para asistir y apoyar la curación y la recuperación de Newtown».[38]
- La Asociación Nacional del Rifle dijo que está «preparado para ofrecer contribuciones significativas para ayudar a asegurarse de que esto no vuelva a suceder».[39]
- Dannel Malloy, gobernador de Connecticut: «toda la gente de Connecticut así como la del resto del mundo llora por las pérdidas humanas que el hecho violento dejó».[40]

### Reacciones internacionales
Las reacciones internacionales por el atentado no se hicieron esperar. El sumo pontífice de la Iglesia Católica, Benedicto XVI, manifestó «su sincera tristeza» por la matanza y pidió «a Dios traer consuelo a todos aquellos que perdieron a un ser querido y apoyar a toda la comunidad», mientras que la Reina Isabel II comunicó al presidente de los Estados Unidos Barack Obama: «El príncipe Felipe se une a mí para expresarles nuestra sentida simpatía a usted y al pueblo norteamericano en este difícil momento».
Otras organizaciones y mandatarios expresaron sus condolencias: «En nombre de la Comisión Europea y en el mío propio expreso mi más sentido pésame a las familias por esta terrible tragedia», José Manuel Durão Barroso, presidente de la Comisión Europea, «Primero que todo quisiera enviarle nuestra solidaridad al presidente Obama y al pueblo americano por esa terrible matanza que sucedió el día de ayer (...)», Juan Manuel Santos, presidente de Colombia. Angela Merkel, Canciller de Alemania: «La idea de los escolares y profesores asesinados se me graba en el corazón (...) mi más profundo sentimiento es para los familiares, a quienes deseo fuerza y atención para que no estén solos en su dolor». Enrique Peña Nieto, presidente de México: «solidaridad con el pueblo estadounidense y el presidente Barack Obama».
Otras reacciones fueron las siguientes:
- ONU: «atroz e impensable», Ban Ki-moon, Secretario General de la Organización de las Naciones Unidas (ONU).[45]

- OEA: «porque sabemos, podemos verlo, que todos están sufriendo ante el horror de ver morir a pequeños inocentes, en una etapa de la vida en que, justamente, ellos son el centro de todos nuestros afectos y preocupaciones», José Miguel Insulza, Secretario General de la Organización de los Estados Americanos (OEA).[41]

- Unión Europea: «En nombre de la Comisión Europea y en el mío propio expreso mi más sentido pésame a las familias por esta terrible tragedia», José Manuel Durão Barroso, Presidente de la Comisión Europea.[44]

- Ecuador: «lamentó este viernes la muerte de 27 personas en una balacera perpetrada en una escuela primaria de Connecticut, en el noreste de Estados Unidos, en la que también falleció el tirador». Ricardo Patiño, Ministro de Relaciones Exteriores.[44]

- Colombia: «Primero que todo quisiera enviarle nuestra solidaridad al Presidente Obama y al pueblo americano por esa terrible matanza que sucedió el día de ayer (...)», Juan Manuel Santos, Presidente de Colombia.[42]

- Chile: «toda mi solidaridad con los familiares y al pueblo norteamericano (...)», Sebastián Piñera, Presidente de Chile.[46]

- México: «solidaridad con el pueblo estadounidense y el presidente Barack Obama», Enrique Peña Nieto, presidente de México.[44]

- Rusia: «sinceras condolencias». Vladímir Putin, Presidente de Rusia.[44]

- Argentina: «el pueblo argentino abraza a las familias de las víctimas de esta tragedia». Cristina Kirchner, Presidente de Argentina.[44]

- Irán: Se «condena la masacre de niños estadounidenses (...) y presenta sus condolencias a las familias de las víctimas, lamentando semejante incidente». Ministerio de relaciones exteriores de Irán.[44]

- Canadá: «Las noticias son espantosas. Los pensamientos y oraciones de los canadienses están con los estudiantes y las familias en Connecticut afectadas por esta violencia sin sentido», Stephen Harper, Ministro de Canadá.[41]

- Australia: «Tanto como el presidente Obama y sus compatriotas estadounidenses, nuestros corazones están quebrantados», Julia Gillard, primera ministra de Australia.[47]

- Filipinas: «cabizbajos pero con profunda admiración por la manera en que el pueblo estadounidense ayuda a brindar consuelo a los afligidos y a buscar respuestas que den significado y esperanza en este sombrío suceso», Benigno Aquino III, Presidente de Filipinas.[47]

- Honduras: «Mi solidaridad y condolencias al pueblo y gobierno de Estados Unidos por la tragedia en Connecticut. Dios les dé mucha fuerza a los familiares», Porfirio Lobo, Presidente de Honduras.[48]

- Reino Unido: Mis «pensamientos están con los heridos y los que han perdido a sus seres queridos», David Cameron, primer ministro del Reino Unido.[45]

- Francia: «En este momento tan doloroso para Estados Unidos, por favor acepten mis condolencias en mi nombre y en nombre del pueblo francés. Le agradecería que comparta con las familias de las víctimas mi solidaridad en este cruel suceso», François Hollande, Presidente de Francia.[45]

- España: «Si hechos como éste son siempre dolorosos, son especialmente tristes y desoladores cuando son las vidas de niños las que se pierden», Mariano Rajoy, Presidente del Gobierno de España.[45]

- Alemania: «La idea de los escolares y profesores asesinados se me graba en el corazón (...) mi más profundo sentimiento es para los familiares, a quienes deseo fuerza y atención para que no estén solos en su dolor», Angela Merkel, Canciller de Alemania.[43]

- Noruega: «Mis pensamientos están con las familias que perdieron a sus seres queridos en el horrible ataque en Connecticut», Jens Stoltenberg, primer ministro de Noruega.[49]

- Venezuela: «El Gobierno Venezolano, lamentamos mucho a los familiares de la horrenda y sangrienta tragedia que enluta al pueblo de Newtown, nuestra solidaridad con el pueblo norteamericano para el que le pedimos que cambie su sistema de armas. Nicolás Maduro, Vicepresidente y presidente encargado de Venezuela.

### Otras reacciones
- Santa Sede: «Dios trae consuelo a todos aquellos que perdieron a un ser querido y apoya a toda la comunidad», Benedicto XVI, sumo pontífice.[41]

- Reino Unido: «el príncipe Felipe se une a mí para expresarles nuestra sentida simpatía a usted y al pueblo norteamericano en este difícil momento», Isabel II del Reino Unido, Reina del Reino Unido.[41]

- WWE: antes del evento TLC Tables, Ladders & Chairs, el 16 de diciembre, se dieron veintiséis toques de campana como homenaje a las víctimas.